# Тонунц, Елена Константиновна
Елена Константиновна Тонунц (урождённая Кокалевская; род. 17 июля 1954, Магадан) — советская и российская киноактриса, кинорежиссёр, сценарист и продюсер.

## Биография
Окончила геологический факультет МГУ, получив специальность геолога-геохимика (1976). На следующий год дебютировала в кинематографе. Получила актёрское образование в Государственном институте театрального искусства под руководством К. Михайлова (окончила в 1981 году), в дальнейшем окончила также режиссёрский факультет Всесоюзного государственного института кинематографии (1992, мастерская Юрия Озерова).

## Личная жизнь
Недолгое время была замужем за сыном армянского актёра Гургена Тонунца, Александром.

## Фильмография

### Роли в кино
- 1979 — С любимыми не расставайтесь — эпизод
- 1980 — Петля Ориона — Эя, инопланетянка
- 1981 — Берегите женщин — Галя, матрос и комсорг команды буксира «Циклон» (в титрах — Елена Кокалевская)
- 1983 — Весна надежды — Нина
- 1983 — Летаргия — Катрин
- 1983 — Найди на счастье подкову — Анна Андриеш и Аннушка
- 1984 — И ещё одна ночь Шахерезады… — Шахерезада
- 1984 — Инопланетянка — сослуживица Игоря
- 1984 — Семь стихий — доктор[2]
- 1984 — Шанс — Ванда Савич в молодости
- 1985 — Искушение Дон-Жуана — Долорес
- 1985 — Тевье-молочник — Бейлка
- 1986 — Новые сказки Шахерезады — Шахерезада
- 1987 — Последняя ночь Шахерезады — Шахерезада
- 1988 — Когда отзовётся эхо — Лейла Бадалова
- 1988 — Частный визит в немецкую клинику
- 1990 — Я объявляю вам войну — Тамара, одноклассница Ерохина, хозяйка кооперативного кафе (в титрах Тонунц-Кокалевская)
- 1992 — Алмазы шаха — Лена, жена Володи
- 2001 — Под Полярной звездой
- 2008 — Хлеб той зимы
- 2010 — Классные мужики — одна из бывших возлюбленных Никки
- 2010 — Гаражи (серия «Тёща как явление») — учительница
- 2010 — Варенька: И в горе, и в радости
- 2011 — Время для двоих — Екатерина, продавец
- 2011 — Расскажи мне обо мне — хозяйка
- 2011 — Люба. Любовь — Валентина Ивановна
- 2012 — Без срока давности (15-я серия «Письма из прошлого») — Надежда Сергеевна, сотрудница краеведческого музея в Тарусе
- 2014 — Сын — Альбина, врач
- 2021 — Марш утренней зари — профессор консерватории
- 2022 — Одна — преподаватель

### Режиссёр
- 1990 — Однажды вечером (короткометражный фильм)
- 1994 — Я никуда тебя не отпущу

### Сценарист
- 1990 — Однажды вечером (короткометражный фильм)
- 1994 — Я никуда тебя не отпущу

### Продюсер
- 1994 — Я никуда тебя не отпущу